# Josep Chapa Mingo
Josep Chapa Mingo (València, 1971) és un escriptor valencià. És llicenciat en Geografia i Història (especialitat Història Medieval) per la Universitat de València, mestre de valencià i professor d'Història i de Geografia a batxillerat.

## Obra
- Una acampada embolicada, (2008), Edicions del Bullent
- Una família amb D, (2004), Tàndem Edicions, (traducció al castellà)
- Multiaventura als Pirineus, (2005), Edicions del Bullent
- Crònica d'estiu, (2007), Edicions del Bullent
- On són els arbres? (2009), Edicions del Bullent
- ¿Y los árboles? (2009), Abisal Ediciones
- Un dia a la Fira del Llibre (2012). Edelvives-Baula
- Piratosaures (2021). Edicions del Bullent.[1]